# Квинт Емилий Лепид
Квинт Емилий Лепид (Барбула) (на латински: Quintus Aemilius Lepidus (Barbula); * 60 пр.н.е.; † 15 пр.н.е.) e политик на ранната Римска империя.

## Биография
Син е на Маний Емилий Лепид (консул 66 пр.н.е.).
През гражданската война, след убийството на Юлий Цезар, Квинт Лепид е първо на страната на триумвирите. През 40 – 38 пр.н.е. той е пропретор на Изток, където е Марк Антоний и се бие при Акциум. След битката попада в робство, докато Октавиан го помилва.
През 21 пр.н.е., след голяма борба с другия кандидат Луций Плавций Силван, Квинт е избран за консул заедно с Марк Лолий. С колегата си той оправя отново Мост Фабричо на Тибър.
Той е в колегията quindecimviri от времето на гражданските войни. През 15 пр.н.е. e проконсул на провинция Азия.